# Râul Locul Mic
Râul Locul Mic este un curs de apă, afluent al râului Loc.   

## Hărți
- Harta Județul Harghita
- Harta Munții Hășmaș  Arhivat în 26 iunie 2008, la Wayback Machine.